# Primera "A" (ATF)
La Primera "A" constituye el tercer nivel de competición del sistema de ligas de fútbol de Bolivia y es la primera categoría regional en el departamento de Tarija. Su organización depende de la Asociación Tarijeña de Fútbol.

## Historial
- Fuente:[1][2][3]

| Temporada           | Campeón               | Subcampeón            | Goleador               |
| Era amateur         | Era amateur           | Era amateur           | Era amateur            |
| ------------------- | --------------------- | --------------------- | ---------------------- |
| 1924                | 15 de Abril           | El Tejar              |                        |
| 1925                |                       |                       |                        |
| 1926                |                       |                       |                        |
| 1927                |                       |                       |                        |
| 1928                |                       |                       |                        |
| 1929                |                       |                       |                        |
| 1930                |                       |                       |                        |
| 1931                | Royal Obrero          | 15 de Abril           |                        |
| 1932                |                       |                       |                        |
| 1933                | GUERRA DEL CHACO      |                       |                        |
| 1934                | GUERRA DEL CHACO      |                       |                        |
| 1935                |                       |                       |                        |
| 1936                |                       |                       |                        |
| 1937                | 15 de Abril           |                       |                        |
| 1938                |                       |                       |                        |
| 1939                |                       |                       |                        |
| 1940                | Royal Obrero          |                       |                        |
| 1941                | Royal Obrero          |                       |                        |
| 1942                | Royal Obrero          |                       |                        |
| 1943                |                       |                       |                        |
| 1944                | Royal Obrero          |                       |                        |
| 1945                | Royal Obrero          |                       |                        |
| 1946                | 15 de Abril           |                       |                        |
| 1947                | Royal Obrero          |                       |                        |
| 1948                | Royal Obrero          |                       |                        |
| 1949                | Royal Obrero          |                       |                        |
| 1950                |                       |                       |                        |
| 1951                |                       |                       |                        |
| 1952                |                       |                       |                        |
| 1953                |                       |                       |                        |
| 1954                | Ciclón                |                       |                        |
| 1955                | Ciclón                |                       |                        |
| 1956                | Ciclón                |                       |                        |
| 1957                | Ciclón                |                       |                        |
| 1958                | Ciclón                |                       |                        |
| 1959                |                       |                       |                        |
| 1960                |                       |                       |                        |
| 1961                | Ciclón                | Royal Obrero          |                        |
| 1962                |                       |                       |                        |
| 1963                |                       |                       |                        |
| 1964                | Royal Obrero          |                       |                        |
| 1965                | Danger                |                       |                        |
| 1966                | Danger                | Guadalquivir          |                        |
| 1967                |                       |                       |                        |
| 1968                |                       |                       |                        |
| 1969                |                       |                       |                        |
| 1970                |                       |                       |                        |
| 1971                |                       |                       |                        |
| 1972                |                       |                       |                        |
| 1973                |                       |                       |                        |
| 1974                | Royal Obrero          |                       |                        |
| 1975                |                       |                       |                        |
| 1976                |                       |                       |                        |
| Era semiprofesional |                       |                       |                        |
| 1977                |                       |                       |                        |
| 1978                |                       |                       |                        |
| 1979                |                       |                       |                        |
| 1980                |                       |                       |                        |
| 1981                |                       |                       |                        |
| 1982                |                       |                       |                        |
| 1983                | Universitario (UAJMS) |                       |                        |
| 1984                | Deportivo Alas        | Nacional SENAC        |                        |
| 1985                | Municipal             |                       |                        |
| 1986                | Municipal             |                       |                        |
| 1987                | Unión Central         |                       |                        |
| 1988                | Litoral               |                       |                        |
| 1989                | Litoral               | Independiente         |                        |
| 1990                | Royal Obrero          | Municipal             |                        |
| 1991                | Municipal             | Petrolero FC          |                        |
| 1992                | Petrolero FC          | Unión Central         |                        |
| 1993                | Litoral               | Independiente         |                        |
| 1994                | Independiente         | Unión Central         |                        |
| 1995                | Independiente         | Nacional SENAC        |                        |
| 1996                | Municipal             | Independiente         |                        |
| 1997                | Unión Central         | Ciclón                |                        |
| 1998                | Ciclón                | Unión Central         |                        |
| 1999                | Ciclón                | Universitario (UAJMS) |                        |
| 2000                | Ciclón                | Universitario (UAJMS) |                        |
| 2001                | Universitario (UAJMS) | Ciclón                |                        |
| 2002                | Atlético Bermejo      | Entel                 |                        |
| 2003                | Universitario (UAJMS) | Royal Obrero          |                        |
| 2004                | Atlético Bermejo      | Entel                 |                        |
| 2005                | Entel                 | Royal Obrero          |                        |
| 2006                | Ciclón                | Universitario (UAJMS) |                        |
| 2007                | Unión Central         | García Agreda         |                        |
| 2008                | Petrolero             | Universitario (UAJMS) |                        |
| 2009                | Ciclón                | Petrolero             |                        |
| 2010                | Ciclón                | García Agreda         |                        |
| 2011                | Petrolero             | García Agreda         |                        |
| 2011/12             | García Agreda         | Ciclón                |                        |
| 2012/13             | Ciclón                | García Agreda         |                        |
| 2013/14             | Ciclón                | Atlético Bermejo      | Jhon Tito (20)         |
| 2014/15             | Universitario (UAJMS) | García Agreda         | Jhon Tito (15)         |
| 2015/16             | Atlético Bermejo      | García Agreda         | Matías Vicedo (22)     |
| 2016/17             | Atlético Bermejo      | Ciclón                |                        |
| 2017-II             | Atlético Bermejo      | Ciclón                |                        |
| 2018-I              | Atlético Bermejo      | Petrolero             | Álvaro Espíndola (22)  |
| 2018-II             | Nacional SENAC        | Atlético Bermejo      | Diego López (16)       |
| 2019-I              | Real Tomayapo         | Nacional SENAC        |                        |
| 2019-II             | Atlético Bermejo      | Real Tomayapo         |                        |
| 2021-I              | García Agreda         | Atlético Bermejo      |                        |
| 2021-II             | Ciclón                | Nacional SENAC        |                        |
| 2022-I              | García Agreda         | Atlético Bermejo      |                        |
| 2022-II             | Atlético Bermejo      | García Agreda         | José Luis Cáceres (28) |
| 2023                | Municipal             | Universitario (UAJMS) |                        |
| 2024                | Municipal             | Unión Central         |                        |

## Palmarés
| Equipo                | 1.º | 2.º | Temporadas campeón                                                       | Temporadas subcampeón                               |
| --------------------- | --- | --- | ------------------------------------------------------------------------ | --------------------------------------------------- |
| Royal Obrero          | 12  | 2   | 1931, 1940, 1941, 1942, 1944, 1945, 1946, 1947, 1948, 1949, 1974 y 1990. | 2003 y 2005                                         |
| Ciclón                | 10  | 7   | 1998, 1999, 2000, 2006, 2009, 2010, 2012/13, 2013/14, 2014/15 y 2021-II  | 1997, 2001, 2007, 2008, 2011/12, 2016/17 y 2017-II. |
| Atlético Bermejo      | 8   | 3   | 2002, 2004, 2015/16, 2016/17, 2017-II, 2018-I, 2019-II y 2022.           | 2013-14, 2018-II y 2021-I.                          |
| Universitario (UAJMS) | 4   | 3   | 1983, 2001, 2003 y 2023-I.                                               | 1999, 2000 y 2006.                                  |
| Independiente         | 2   | 1   | 1994 y 1995.                                                             | 1996.                                               |
| Unión Tarija          | 3   | 3   | 1987, 1997 y 2007.                                                       | 1992, 1994 y 1998.                                  |
| García Agreda         | 2   | 5   | 2011/12 y 2021-I.                                                        | 2010, 2011, 2012/13, 2014/15 y 2015/16.             |
| Petrolero             | 2   | 2   | 2008 y 2011.                                                             | 2009 y 2018-I.                                      |
| Nacional SENAC        | 1   | 4   | 2018-II.                                                                 | 1984, 1995, 2019-I y 2021-II.                       |
| Litoral               | 3   | 2   | 1988, 1989, 1993                                                         | 1989 y 1993.                                        |
| Entel                 | 1   | 2   | 2005.                                                                    | 2002 y 2004.                                        |
| Real Tomayapo         | 1   | 1   | 2019-I.                                                                  | 2019-II.                                            |
| Petrolero de Tarija   | 1   | 1   | 1992.                                                                    | 1991.                                               |
| Municipal             | 4   | 1   | 1985, 1986, 1991, 1996                                                   | 1990.                                               |
| 15 de Abril           | 1   | 0   | 1924.                                                                    |                                                     |
| Deportivo Alas        | 1   | 0   | 1984.                                                                    |                                                     |
| El Tejar              | 0   | 1   |                                                                          | 1924.                                               |

### Campeones consecutivos
| Hexacampeonatos | Hexacampeonatos | Hexacampeonatos                     | Hexacampeonatos |
| Club            | Veces           | Años campeón                        |                 |
| --------------- | --------------- | ----------------------------------- | --------------- |
| Royal Obrero    | 1               | 1944, 1945, 1946, 1947, 1948, 1949. |                 |

| Tetracampeonatos | Tetracampeonatos | Tetracampeonatos                   | Tetracampeonatos |
| Club             | Veces            | Años campeón                       |                  |
| ---------------- | ---------------- | ---------------------------------- | ---------------- |
| Atlético Bermejo | 1                | 2015/16, 2016/17, 2017-II, 2018-I. |                  |

| Tricampeonatos | Tricampeonatos | Tricampeonatos                                | Tricampeonatos |
| Club           | Veces          | Años campeón                                  |                |
| -------------- | -------------- | --------------------------------------------- | -------------- |
| Ciclón         | 2              | 1998, 1999, 2000 y 2012/13, 2013/14, 2014/15. |                |
| Royal Obrero   | 1              | 1940, 1941, 1942.                             |                |
| Independiente  | 1              | 1993, 1994, 1995.                             |                |

| Bicampeonatos | Bicampeonatos | Bicampeonatos | Bicampeonatos |
| Club          | Veces         | Años campeón  |               |
| ------------- | ------------- | ------------- | ------------- |
| Ciclón        | 1             | 2009, 2010.   |               |

## Entrenadores campeones
- Fuente:[7][8]

| Año     | Club                  | Técnico Campeón         |
| ------- | --------------------- | ----------------------- |
| 1984    | Deportivo Alas        | David Vargas            |
| 1988    | Litoral               | David Vargas            |
| 1995    | Independiente         | David Vargas            |
| 1999    | Ciclón                | David Vargas            |
| 2001    | Universitario (UAJMS) | David Vargas            |
| 2002    | Atlético Bermejo      | Omar Velásquez          |
| 2003    | Universitario (UAJMS) | David Vargas            |
| 2004    | Atlético Bermejo      | David Vargas            |
| 2006    | Ciclón                | David Vargas (8)        |
| 2007    | Unión Central         | Gustavo Romanello (1)   |
| 2011    | Petrolero             | Óscar Garvizú           |
| 2011/12 | García Agreda         | Milton Maygua           |
| 2012/13 | Ciclón                | Milton Maygua           |
| 2013/14 | Ciclón                | Cristian Bernadas (1)   |
| 2014/15 | Ciclón                | Víctor Hugo Andrada (1) |
| 2015/16 | Atlético Bermejo      | Claudio Mir (1)         |
| 2017-II | Atlético Bermejo      | Raúl Musuruana (1)      |
| 2018-I  | Atlético Bermejo      | Pastor Márquez (1)      |
| 2018-II | Nacional SENAC        | Ramiro Tolaba           |
| 2019-I  | Real Tomayapo         | Horacio Pacheco (1)     |
| 2019-II | Atlético Bermejo      | Daniel Juárez (1)       |
| 2021-I  | García Agreda         | Ramiro Tolaba (2)       |
| 2021-II | Ciclón                | Milton Maygua (3)       |
| 2022    | Atlético Bermejo      | Luis Montellano (1)     |
| 2023-I  | Universitario (UAJMS) | Abdón Reyes (1)         |
| 2023-II | Municipal             | Juan Maraude (1)        |
| 2024-I  | Municipal             | Juan Maraude (2)        |